# Žabnjak
Žabnjak es una localidad de Croacia en el municipio de Preseka, condado de Zagreb.

## Geografía
Se encuentra a una altitud de 129 m s. n. m. a 56 km de la capital nacional, Zagreb.

## Demografía
En el censo 2011, el total de población de la localidad fue de 79 habitantes.